# Roca del Corb (Tordera)
El Roca del Corb és una muntanya de 397 metres que es troba al municipi de Tordera, a la comarca del Maresme.